# Watoone
Watoone is een bestuurslaag in het regentschap Flores Timur van de provincie Oost-Nusa Tenggara, Indonesië. Watoone telt 1589 inwoners (volkstelling 2010).